# Aserejé
«Aserejé» es una canción y sencillo interpretada por el grupo femenino español Las Ketchup. Su sencillo ha sido considerado como una de las canciones más exitosas de la historia en todo el mundo, ya que vendió más de ocho millones de copias y fue número uno en más de veinte países. A su vez se situó en el puesto 100 de las canciones más vendidas en la historia de la música a nivel mundial, según Media Traffic.
La canción fue grabada en español, en portugués y en espanglish (una mezcla entre el español y el inglés estadounidense). El sencillo recibió certificaciones de ventas discográficas en, al menos, quince países.
Está inspirada en el sencillo «Rapper's Delight» publicado en el año 1979 por el trío estadounidense de hip-hop The Sugarhill Gang, compuesto por Wonder Mike, Big Bank Hank, y Master Gee.

## Antecedentes
Las Ketchup se introdujeron primero en Columbia Records a través Shaketown Music, un pequeño sello discográfico de Córdoba, Andalucía, que mostró un CD del grupo a diferentes compañías discográficas. El proyecto incluía las canciones «Aserejé» y «Kusha las Payas». Cuando Manuel Ruiz Queco y Manuel Illan le mostraron la canción al director de Columbia Raúl López, éste llamó a todo el equipo de A&R de Columbia en el deleite exclamando: ¡Guau, esto es fantástico! y así se firmó un acuerdo de distribución con Shaketown Music.[cita requerida]

## Contenido
«The Ketchup Song» trata sobre un joven rumbero llamado Diego que ingresa a un club nocturno. El DJ, un amigo suyo, le pone la canción favorita de Diego, que Diego la baila gozándola y cantando erróneamente la letra debido a que se encuentra bajo el efecto de estupefacientes. La letra de tal canción es un galimatías sin sentido que muchos la han querido dar sentido. El estribillo «Aserejé, ja, de je, de jebe tu de jebere...» imita la canción «Rapper's Delight» cuando dice: «I said a hip-hop, the hippie the hippie to the hip hip hop ...»
| Aserejé                                                                             | Rapper's Delight |
| ----------------------------------------------------------------------------------- | --- |
| Aserejé ja de jé de jebe tu de jebere sebiunouva majabi an de bugui an de buididipí | I said a hip hop the hippie the hippie to the hip hip hop, a you don't stop the rock it to the bang bang boogie say up jumped the boogie to the rhythm of the boogie, the beat |

## Polémica en Latinoamérica
Aunque la banda ha explicado que «aserejé» es una palabra sin sentido derivada de la canción «Rapper's Delight», a través del correo electrónico se difundieron rumores y teorías de conspiración, especialmente en América Latina, de que las letras galimatías incluían referencias demoníacas ocultas que llevarían al oyente al satanismo y la herejía.

## Lista de canciones
Maxisencillo
1. «The Ketchup Song (Aserejé)» (Crystal Sound Xmas Mix) – 3:51
2. «The Ketchup Song (Aserejé)» (Spanglish Version) – 3:33
3. «The Ketchup Song (Aserejé)» (Sunshine Mix Edit Spanglish) – 3:19
4. «The Ketchup Song (Aserejé)» (Sunshine Full Vocal Spanglish) – 5:14
5. «The Ketchup Song (Aserejé)» (Motown Club Remix) – 6:10
6. «The Ketchup Song (Aserejé)» (Chiringuito Club Mix) – 5:30

## Posicionamiento en listas y certificaciones
| Lista (2002-04)                       | Mejor posición |
| ------------------------------------- | -------------- |
| Alemania (Offizielle Deutsche Charts) | 1              |
| Argentina (Top 20)                    | 1              |
| Australia (ARIA Singles Chart)        | 1              |
| Austria (Ö3 Austria Top 40)           | 1              |
| Bélgica (Ultratop 50 flamenca)        | 1              |
| Bélgica (Ultratop 40 valona)          | 1              |
| Brasil (Top 20)                       | 1              |
| Canadá (Canadian Singles Chart)       | 1              |
| Colombia (Top 100)                    | 1              |
| Dinamarca (Tracklisten)               | 1              |
| España (PROMUSICAE)                   | 1              |
| Estados Unidos (Billboard Hot 100)    | 54             |
| Estados Unidos (Top 40 Tracks)        | 39             |
| Estados Unidos (Hot Latin Tracks)     | 1              |
| Estados Unidos (Latin Pop Airplay)    | 1              |
| Estados Unidos (Tropical Songs)       | 1              |
| Europa (Eurochart Hot 100)            | 1              |
| Finlandia (Suomen virallinen lista)   | 1              |
| Francia (SNEP)                        | 1              |
| Grecia (IFPI)                         | 1              |
| Irlanda (IRMA)                        | 1              |
| Italia (FIMI)                         | 1              |
| Japón (Tokyo Hot 100)                 | 5              |
| México (Mexican Top 100)              | 1              |
| Noruega (VG-lista)                    | 1              |
| Nueva Zelanda (RIANZ)                 | 1              |
| Portugal (Singles Chart)              | 1              |
| Países Bajos (Dutch Top 40)           | 1              |
| Reino Unido (UK Singles Chart)        | 1              |
| Rumania (Singles Chart)               | 1              |
| Suecia (Sverigetopplistan)            | 1              |
| Suiza (Swiss Singles Chart)           | 1              |

| Lista (2002)                    | Posición |
| ------------------------------- | -------- |
| Australian Singles Chart        | 5        |
| Austrian Singles Chart          | 2        |
| Belgian Singles Chart (Flandes) | 1        |
| Belgian Singles Chart (Valonia) | 1        |
| French Singles Chart            | 1        |
| Irish Singles Chart             | 3        |
| Swiss Singles Chart             | 1        |
| UK Singles Chart                | 8        |
| Lista (2003)                    | Posición |
| Australian Singles Chart        | 8        |
| Austrian Singles Chart          | 23       |
| Belgian Singles Chart (Valonia) | 62       |
| French Singles Chart            | 24       |
| Swiss Singles Chart             | 45       |
| UK Singles Chart                | 171      |

| (2000–2009)              | Posición |
| ------------------------ | -------- |
| Australian Singles Chart | 11       |
| German Singles Chart     | 8        |

## Certificaciones
| Región | Certificación | Unidades certificadas / Ventas |
| --- | ------------- | ------------------------------ |
| Australia (ARIA) | x2 Platino    | 210 000^                       |
| Alemania (BVMI) | x3 Platino    | 1 000 ^                        |
| Austria (IFPI Austria)                                                                                                | x2 Platino    | 60 000*                        |
| Bélgica (BEA) | x5 Platino    | 250 000*                       |
| Dinamarca (IFPI Dinamarca)                                                                                            | x2 Platino    | 16 000^                        |
| Finlandia (Musiikkituottajat)                                                                                         | Platino       | 15 483                         |
| Francia (SNEP) | Diamante      | 1 750 000*                     |
| Grecia (IFPI Grecia)                                                                                                  | x2 Platino    | 40 000^                        |
| Italia |               | 300 000                        |
| Japón (RIAJ) | Oro           | 50 000^                        |
| Países Bajos (NVPI)                                                                                                   | Platino       | 60 000^                        |
| Noruega (IFPI Noruega)                                                                                                | x6 Platino    |                                |
| Nueva Zelanda (RIANZ)                                                                                                 | x2 Platino    | 20 000*                        |
| Reino Unido (BPI) | Platino       | 600 000^                       |
| Suecia (GLF) | x4 Platino    | 120 000^                       |
| Suiza (IFPI Suiza) | x3 Platino    | 120 000^                       |
| Resúmenes |               |                                |
| Mundialmente |               | 7 000                          |
| ^ Cifras de envíos basadas únicamente en la certificación. * Cifras de ventas basadas únicamente en la certificación. |               |                                |

## Sucesión en listas
| Anterior: «Torero» de Chayanne «Ave María» de David Bisbal                            | PROMUSICAE — Sencillo Nro 1 13 de mayo de 2002 — 10 de junio de 2002 12 de agosto de 2002 — 1 de septiembre de 2002                    | Siguiente: «Si Tú Te Vas» de Paulina Rubio «Chihuahua» de DJ Bobo                       |
| Anterior: «Without Me» de Eminem                                                      | Número uno en el Swiss Singles Chart 25 de agosto de 2002 — 3 de noviembre de 2002                                                     | Siguiente: «Dilemma» de Nelly con Kelly Rowland                                         |
| Anterior: «Perdona» de Tiziano Ferro                                                  | Número uno en el Dutch Top 40 31 de agosto de 2002 — 26 de octubre de 2002                                                             | Siguiente: «Dilemma» de Nelly con Kelly Rowland                                         |
| Anterior: «Inch'Allah» de MC Solaar «Marie» de Johnny Hallyday «Plus haut» de Whatfor | Número uno en el French Singles Chart 14 de septiembre de 2002 — 9 de noviembre de 2002 23 de noviembre de 2002 7 de diciembre de 2002 | Siguiente: «Marie» de Johnny Hallyday «Plus haut» de Whatfor «Marie» de Johnny Hallyday |
| Anterior: «Mensch» de Herbert Grönemeyer                                              | Número uno en el Media Control Charts 20 de septiembre de 2002 — 1 de noviembre de 2002                                                | Siguiente: «Dilemma» de Nelly con Kelly Rowland                                         |
| Anterior: «Without Me» de Eminem                                                      | Número uno en el European Hot 100 21 de septiembre de 2002 — 11 de enero de 2003                                                       | Siguiente: «Lose Yourself» de Eminem                                                    |
| Anterior: «Complicated» de Avril Lavigne «Unbreakable» de Westlife                    | Número uno en el Irish Singles Chart 12 de octubre de 2002 — 18 de octubre de 2002 16 de noviembre de 2002 — 23 de noviembre de 2002   | Siguiente: «Dilemma» de Nelly con Kelly Rowland «Dirrty» de Christina Aguilera          |
| Anterior: «The Long and Winding Road / Suspicious Minds» de Will Young & Gareth Gates | Número uno en el UK Singles Chart 19 de octubre de 2002 — 25 de octubre de 2002                                                        | Siguiente: «Dilemma» de Nelly con Kelly Rowland                                         |
| Anterior: «No Me Enseñaste» de Thalía                                                 | Número uno en el Hot Latin Tracks 9 de noviembre de 2002 — 30 de noviembre de 2002                                                     | Siguiente: «El Problema» de Ricardo Arjona                                              |

## Otras versiones
En 2004, los actores de doblaje de España del anime Doraemon, sacaron un disco llamado «Doraemon y Su Pandilla» donde versionan la canción.
En 2019 fue versionada por Las Supremas de Móstoles, en el programa de La 1 de TVE La mejor canción jamás cantada.